# Караманов, Алемдар Сабитович
"Мы все таланты, а он - гений! Он создал самые замечательные симфонические произведения, которые повлияли на меня в юности и оказывают воздействие сейчас. Алемдар Караманов не просто великий талант. Он гений!
Алемда́р Саби́тович Карама́нов (10 сентября 1934, Симферополь, РСФСР — 3 мая 2007, Симферополь, Украина) — советский и украинский композитор. Автор музыки к кинофильму Михаила Ромма «Обыкновенный фашизм» и другим кинолентам, создатель 24 симфоний, в том числе «SOVERSHISHESIA», «STABAT MATER», «REKVIEM», «Херсонес». Народный артист Украины (1994) и лауреат Национальной премии Украины имени Тараса Шевченко (2000), Почётный крымчанин, автор Государственного гимна Республики Крым.

## Биография

### Ранние годы
Алемдар Сабитович Караманов родился в Симферополе 10 сентября 1934 года. Его отец — Сабит Темель Кагырман (Караманов — это русифицированная версия фамилии отца), в 14 лет приехавший в Крым из Турции, окончил Коммунистический университет народов Востока в Москве и занимал в Симферополе пост партийного секретаря обкома партии Крыма (до 30-х годов). Мать Алемдара, Полина Сергеевна Караманова (девичья фамилия Величко), «дочь донского казака», работала в библиотеке. Алемдар был первенцем. Позднее в семье Карамановых родились ещё двое детей: дочь Севиль (1936—2014) и сын Александр. В 1944 году отца депортировали в Казахстан, где через несколько лет, освободившись, но не получив разрешения вернуться к семье в Крым, он умер.
В семье имелся рояль, и Полина Сергеевна, которая неплохо играла, заметив интерес старшего сына-дошкольника к музыке, начала обучать его основам музыкальной грамоты и игры на фортепиано. Они занимались по несколько часов не только в выходные дни, но и в будни — перед тем, как пойти в детский сад. У мальчика был абсолютный слух, и в семь лет, осенью 1941 года, его приняли в музыкальную школу при Симферопольском музыкальном училище. Невзирая ни на какие обстоятельства, даже в то время, когда Крым был оккупирован немецкими войсками, Полина Сергеевна водила Алемдара на занятия в музыкальную школу, где с ним в течение двух лет занималась Ева Павловна Сеферова, опытный педагог музучилища, а позднее — Ирина Аркадьевна Брискина, юная выпускница Ленинградской консерватории. В семилетнем возрасте мальчик записал своё первое музыкальное сочинение. Когда Алемдару было десять лет, он положил на музыку стихотворение об освобождении Севастополя, опубликованное в газете «Крымская правда».
Он блестяще занимался в музыкальной школе, и по решению педсовета был освобождён от оплаты за обучение; ему даже назначили стипендию, паёк и выдали хлебную карточку (подобное обычно практиковалось лишь для успешных студентов музучилища) — это стало хорошим материальным подспорьем для семьи. В 1949 году, окончив общеобразовательную семилетку, Алемдар поступил в Симферопольское музыкальное училище, а в 1953 году он вошёл в число его выпускников, которым было рекомендовано поступать в консерваторию.

### Московский период творчества
Это интересный и оригинальный талант, своеобразие которого невозможно не заметить уже в студенческих работах.
В 1953 году Алемдар Караманов поступил в Московскую государственную консерваторию им. П. И. Чайковского. Окончив два отделения: композиторское (у С. С. Богатырёва) и фортепианное (у В. А. Натансона), он продолжил обучение в аспирантуре (педагоги Дмитрий Кабалевский и Тихон Хренников, 1958—1963).
В консерватории Алемдар сочинил десять симфоний. В это время молодой композитор был очень продуктивен и создавал произведения разных жанров, многие[что?] из которых впоследствии были отнесены[кем?] к «золотому фонду советской музыкальной культуры»: Седьмая симфония «Лунное море» (1958), Пятая симфония-драматория (драматическая оратория) на слова Владимира Маяковского «В. И. Ленин» (1957), фортепианные концерты — Первый (1958) и Второй (1961), «Ориентальное каприччио» для скрипки с оркестром (1961), Второй струнный квартет, Ave Maria для фортепиано. А. Караманов и Е. Крылатов написали музыку для балета «Комсомолия» (Большой театр, 1957). В Ленинграде был поставлен балет А. Караманова «Сильнее любви» (1961) по повести Бориса Лавренёва «Сорок первый». Государственный академический русский народный хор им. М. Е. Пятницкого исполнил песню молодого композитора «Родина», и она нередко передавалась в радиоэфире.
В начале 60-х годов (1962—июль 1964) Караманов увлёкся музыкальным авангардом и стал заметным представителей этого музыкального течения в СССР, наряду с Андреем Волконским, Альфредом Шнитке, Эдисоном Денисовым и Софией Губайдулиной. К этому периоду его творчества относятся такие произведения для фортепиано как «Музыка» (№ 1 и № 2, 1962), триптих «Пролог, Мысль и Эпилог» (1962), детские пьесы «Окно в музыку» (1963), концертные фуги (1964).

### Симферопольский период
В 60-е годы Караманов, среди первых в России композиторов-новаторов, овладел новыми техниками письма (в частности додекафонией). Его называли в это время «главой консерваторских модернистов». Такая музыка находилась в остром противоречии с идеологическими установками, господствовавшими в хрущёвский период. Поэтому для Караманова закрываются все возможности исполнения, издания и пропаганды его музыки.
По окончании аспирантуры этот «феноменально одарённый человек» столкнулся с непониманием «со стороны музыкального руководства» (в особенности Д. Б. Кабалевского), и осознал, что наступили не самые лучшие времена для творческой самореализации. И хотя его сочинения одобряли такие крупные композиторы как Д. Шостакович и Т. Хренников, он принял решение покинуть столицу и в 1965 году уехал в родной Симферополь:

Я понял, что в Москве мне, собственно, делать нечего, что гораздо больше я смогу сделать там, в провинции, хотя и поломаю свою карьеру.— Караманов А. С. Музыка – проводник звучащего мира // Советская музыка. — 1985. — №8
.

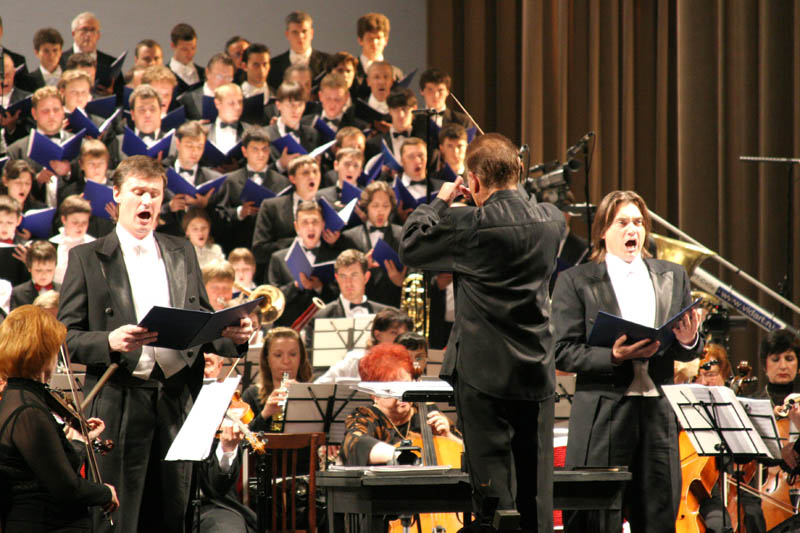
Исполнение цикла «Совершишася» по Евангелию в день открытия XXI Собиновского фестиваля (2008)

Ещё живя в Москве, Караманов обратился к вере. В 1965 году в Симферополе он был крещён и «осознанно принял христианство» ; он стал прихожанином церкви Всех Святых. С того времени Караманов почти перестал сочинять камерные и фортепианные произведения. Он начал писать духовную музыку — симфоническую и вокально-симфоническую. Им были созданы симфонические циклы по мотивам Евангелия («Совершишася») и Откровения («Бысть»), а также несколько вокально-симфонических произведений (Stabat Mater, 1967; Реквием, 1971; Мессе, 1973), фортепианный концерт Ave Maria (1968) и симфонический цикл Et in amorem vivificantem, отвечающие латинской духовной традиции. В 1994 году А. Караманов говорил о том, что собирается продолжить свой апокалиптический цикл, написав ещё одну, седьмую, симфонию — «Николай — Кришну», проникнутую и христианской, и индуистской духовностью.
Музыковед Левон Акопян писал о его творчестве симферопольского периода: «…выполнена в выспренней позднеромантической манере, напоминающей его раннее творчество, безупречно „советское“ по своей идейной направленности; характерны длительные нагнетания секвенций, широко распетые мелодии, патетические кульминации, прямые или завуалированные цитаты из популярной классики, разного рода иллюстративные эффекты. В драматургии симфоний Караманова фрагментарность превалирует над целеустремлённым развитием, вследствие чего они могут ассоциироваться с музыкальным сопровождением воображаемых „живых картин“». Но всё же творчество «крымского отшельника» не ограничивалось лишь религиозными произведениями. Так, в 1975 году он написал Семнадцатую симфонию «Америка», а в 1980-е и 1990-е годы — несколько сочинений на тему истории Крыма: ораторию «Легенда-быль Аджимушкая», Двадцать четвертую симфонию «Аджимушкай» (1983), ораторию «Херсонес» (1994), — и Гимн Крымской республики (1992).

### Известность
В 1991 году прошли гастроли Караманова в Чехословакии. В 1995 году британские импресарио Евгений Касевин и Диана Роделл (англ. Kasevin, Rodell) организовали премьерное исполнение музыки Алемдара Караманова в Лондоне. 3 октября 1995 года в Центральном Вестминстерском зале прозвучали Третий фортепианный концерт Ave Maria и Stabat Mater для солистов, хора и оркестра. Произведения исполняли пианист Константин Щербаков, вокалисты Клэр Раттер (сопрано), Сюзан Макензи-Парк (альт), Вёрнон Кёрк (тенор); Лондонское хоровое общество (хормейстер Рональд Корп) и Софийский филармонический оркестр (дирижёр Эмиль Табаков). Вскоре вышли три авторских компакт-диска:
- Двадцать вторая и Двадцать третья симфонии в исполнении Немецкого симфонического оркестра под руководством Владимира Ашкенази (1995)[23];
- Двадцатая и Двадцать третья симфонии в исполнении Большого симфонического оркестра под руководством Владимира Федосеева (1996, архивная запись)[24].
- Третий концерт Ave Maria для фортепиано с оркестром (солист В. Виардо) и Третья симфония (Московский симфонический оркестр под руководством Антонио де Альмейды) (1998)[25].

Караманов написал музыку к документальному фильму М. Ромма «Обыкновенный фашизм» (1965), телесериалу «Стратегия победы», а также к художественным фильмам «Любовь с привилегиями» (1989) и «Хоровод» (1994).

### Последние годы жизни
В последние годы Караманов испытывал материальные затруднения:

… я работаю, делаю эскизы к ещё одной симфонии по Апокалипсису, но у меня сейчас нет возможности заниматься этим, я живу в тяжелейших материальных условиях, фактически не имея средств к существованию…
— А. Караманов. Интервью журналисту радиостанции "Эхо Москвы" Е. Дудину (1994)
Вместе с тем, первые годы XXI века ознаменовались пробуждением интереса к творчеству композитора. Прошло более сорока лет после создания симфонического цикла «Совершишася» — и наконец он впервые прозвучал в концертном зале (Дворец «Украина», Киев). Премьерные концерты его произведений прошли в Москве, Санкт-Петербурге, Краснодаре, Саратове и ряде других городов. Последним сочинением А. Караманова стала незавершённая опера «Прощания Хризостома» (либретто А. Караманова).
Алемдар Сабитович Караманов скончался в ночь со 2 на 3 мая 2007 года в г. Симферополе. Похоронен на кладбище «Абдал».
Сын — Караманов Олег Алемдарович (1956), пианист, живёт и работает в Ялте.
Дочь — Караманова Кристина Алемдаровна (1971), живёт и работает в Москве.

## Награды и признание
- Член Союза композиторов СССР[* 11];
- Заслуженный деятель искусств Украинской ССР (1989);
- Лауреат Государственной премии Крыма (1992, 1994);
- Народный артист Украины (1994);
- Лауреат Премии им. Б. Лятошинского (1996);
- Лауреат Национальной премии им. Т. Шевченко (2000)[32];
- Академик Академии искусств Украины (2005)[6][33];
- Член Союза композиторов России;
- Член Национального Союза композиторов Украины[32];
- Автор официального гимна Автономной Республики Крым[* 12];
- Обладатель звания «Почётный крымчанин» (2001)[34][33].

Симфонические произведения А. Караманова входят в репертуарный список ряда известных дирижёров, в том числе Владимира Ашкенази, Антонио де Альмейды, Владимира Федосеева, Геннадия Проваторова, Эдуарда Гулбиса. Его сочинения исполняются Академическим симфоническим оркестром Крымской государственной филармонии (дирижёры Алексей Гуляницкий, Александр Долинский, Игорь Каждан).
Творчество композитора рассматривается в ряде научных публикаций. Популяризацией произведений Караманова занималась крымский музыковед М. М. Гурджи.
В представлении композитора на соискание Национальной премии им. Тараса Шевченко отмечалось:

Алемдар Караманов — выдающийся композитор XX столетия, творчество которого обрело мировое признание… Произведения, которые представляются на соискание высокой премии, особенно ярки, это настоящее откровение музыкальной культуры конца XX столетия. Музыка такого масштаба и духовной концентрации может и должна находить отклик в сердцах людей. Это настоящее национальное достояние, которым Украина может по праву гордиться!
— Национальный Союз композиторов Украины, 2000

### Память
Международный конкурс молодых пианистов имени А. Караманова
Конкурс проводится в Симферополе каждые два года. Эта традиция возникла ещё при жизни композитора, в 1996 году. К 2010 году через конкурс прошли несколько сотен участников из 23 стран мира.
Именем композитора названы
- астероид 4274 Karamanov[14];
- музыкальная школа № 2 и улица в Симферополе[* 14][6], эта улица находится за парком им. Т. Г. Шевченко (огибает его);
- детская школа искусств в г. Гурьевске (Калининградская область)[* 15].

В Симферополе установлена мемориальная доска на доме, где жил композитор.
Благотворительный фонд А. Караманова, созданный в 2000 году, опубликовал несколько сборников его произведений для фортепиано; предполагается издание полного собрания сочинений.

## Список основных произведений А. Караманова (поЮ. Холопову)
1953
- Первая соната для фортепиано.
- Первый струнный квартет.

1954
- «Времена года» для фортепиано.
- «Сказка». Симфоническая поэма.
- Первая симфония в пяти частях.

1954—1955
- Вторая соната для фортепиано (утрачена, финал-«Рондо» — опубликован в 1958).

1955—1975
- Вторая симфония в двух частях.

1956
- «Лесные картинки». Сюита для оркестра.
- Третья симфония в четырех частях.
- Четвёртая симфония «Майская» в семи частях.

1957
- Пятая симфония-драматория «В. И. Ленин» с хором в трех частях (на слова В. Маяковского).
- «Комсомолия». Балет в одном акте. В соавторстве с Е. Крылатовым (либр. В. Варковицкого).
- «Ангарстрой». Симфоническая поэма.
- Шестая симфония (симфониетта) в четырех частях.

1958
- Седьмая симфония «Лунное море» в трех частях.
- Первый фортепианный концерт.

1959
- «Времена года». Хоровой цикл a cappella.

1950-е годы
- Четыре пьесы для кларнета и фортепиано. Второй струнный квартет. Ave Maria для фортепиано. Два танца для фортепиано (изд. в 1959) «Родина» для хора на текст К. Симонова.

1960
- Восьмая симфония «Классическая» в четырех частях.
- «Славянам» для хора.
- Сюита для джаз-оркестра.

1960—1962
- Шесть этюдов для фортепиано.

1960
- Третья соната для фортепиано.

1961
- Четвертая соната для фортепиано.
- «Героические танцы». Сюита для оркестра в пяти частях.
- «Сильнее любви». Балет по Б.Лавреневу.
- Второй фортепианный концерт.
- Первый скрипичный концерт.
- Ориентальное каприччио для скрипки с оркестром.

1962
- Девятая симфония в четырех частях.
- «Пролог, Мысль и Эпилог». Триптих для фортепиано.
- Музыка для фортепиано № 1.
- Музыка для фортепиано № 2.

1963
- Музыка для виолончели и фортепиано.
- «Африканские песни» Вокальный цикл для баритона и фортепиано.
- «Преступление было в Гранаде» для сопрано, скрипки, флейты и двух фортепиано памяти Ф. Гарсии Лорки на текст М. Эрнандеса.
- Музыка для скрипки и фортепиано.
- Третий струнный квартет.
- «Когда ты проходишь мимо». Поэма для тенора и фортепиано на текст Асмапура.
- «Окно в музыку». Шестнадцать детских пьес для фортепиано.

1964
- Десятая симфония в трех частях.
- «Песня женатого солдата» для солистов, хора и Оркестра на текст А. Мачадо-и-Руиса.
- Героическая увертюра для оркестра («12 апреля»),
- Праздничная увертюра для оркестра.
- Второй скрипичный концерт.
- Пять прелюдий и девятнадцать концертных фуг для фортепиано (в издании 1984 года — Пятнадцать концертных фуг).
- «Осеннее» для хора на слова В.Фирсова.

1965—1966
- Концерт для трубы и джаз-оркестра. Одиннадцатая — Четырнадцатая симфонии. Цикл симфоний «Совершишася» в десяти частях, с хором в финале.

1967
- «Stabat mater» для солистов, хора и оркестра.

1968
- Третий фортепианный концерт «Ave Maria».

1970
- Вокальный цикл «Звёзды» на текст С. Щипачева для среднего голоса и фортепиано.
- Четыре романса на слова, русских поэтов для баса и фортепиано. «Песня». Вокализ для голоса и фортепиано.

1971
- Реквием для солистов, хора и оркестра (партитура — 1991).

1974
- Пятнадцатая — Шестнадцатая симфонии «Et in amorem vivificantem».
- «Воспоминания» для хора на текст Сампуровой.

1975
- Семнадцатая симфония «Америка».
- «Возвращение», «Посвящения», «Летящие листки», «Образы-картины». Хоровые циклы на текст А.Сампуровой.
- «Тебе». Семь романсов для колоратурного сопрано и фортепиано на текст Сампуровой.

1976—1980
- Восемнадцатая—Двадцать третья симфонии. Цикл из шести симфоний «Бысть».

1982
- Крымская увертюра для оркестра.

1983
- «Легенда-быль Аджимушкая» для солистов, хора и оркестра на слова Б.Сермана.
- Двадцать четвертая симфония. «Аджимушкай».
- Весенняя увертюра для оркестра.

1992
- Гимн Крымской республики.

1994
- Мистерия «Херсонес».

Музыка к спектаклям
- «Блистающий мир» по А. Грину, поставлен в Крымском музыкально-драматическом театре, Симферополь, 1962-65;
- мюзикл «Фонтан любви» по А. Пушкину, поставлен в Киеве, 1982.

Музыка к кинофильмам
- «Обыкновенный фашизм», режиссёр М. Ромм, 1965—1966;
- «Стратегия победы» в пятнадцати сериях, 1985;
- «Рассказ барабанщика», режиссёр Эдуард Дмитриев, 1985;
- «Любовь с привилегиями», режиссёр В. Кучинский, 1989;
- «Хоровод», режиссёр В. Кучинский, 1994

## Комментарии
1. ↑  Одни источники указывают, что Полина Сергеевна была украинкой[5][6], другие сообщают, что она была русской[7].
2. ↑  Окончила юридический факультет МГУ. В 1957 году вышла замуж за Евгения Крылатова, однокурсника Алемдара по Московской консерватории[9].
3. ↑  По другим источникам, в Сибирь[6].
4. ↑  Если верить другим источникам, Алемдар сочинял музыкальные пьесы, будучи шестилетним ребёнком[7][6].
5. ↑  На слова К. Симонова
6. ↑  По другим источникам, ещё в детстве его крестили в православном храме[20].
7. ↑  1965—1966, полное название: «Совершишася во славу Богу во имя Господа Иисуса Христа».
8. ↑  1976—1980, шесть симфоний.
9. ↑  «И во любовь животворящую», 1974
10. ↑   «Бысть»
11. ↑  Принят в годы обучения в Консерватории[5].
12. ↑  1992
13. ↑  На интернет-портале конкурса доступны для скачивания ноты сочинений А. Караманова для фортепиано и примеры их исполнения[38]
14. ↑  Бывшая ул. Войкова
15. ↑  В марте 2013 года здесь состоялся Всероссийский открытый музыкальный конкурс, посвящённый А. Караманову[39]